# Музей народного побуту (Маріуполь)
Музей народного побуту — філія Маріупольського краєзнавчого музею. Відкритий в 1989 році. Розташований за адресою — місто Маріуполь, вул. Георгіївська, 55.
Експозиція музею розповідає про особливості повсякденного життя представників різних національностей, які заселили територію Приазов'я з кінця XVIII століття — українців, росіян, греків, євреїв, німців, а також про їх господарську діяльність, культуру.
Заснований в 1989 році як філія Маріупольського краєзнавчого музею шляхом реорганізації Меморіального будинку-музею А. Жданова у музей етнографії і побуту жителів Приазов’я. З 1993 року діє за сучасною назвою .
В подвір’ї музею споруджено етнографічний комплекс під відкритим небом (млин, кузня, гончарна майстерня тощо). 
Експозиція створена на основі етнографічної колекції Маріупольського краєзнавчого музею, формування якої почалося в 1920-х рр. У фондах музею – понад 5 тис. експонатів. Найширше представлена народна культура українців і греків. Особливо цінною є колекція, що відображає матеріальну культуру греків, які переселилися в кінці XVIII ст. з Кримського ханства. Колекція включає килими, настінні ткані прикраси (тохма), вишиті сорочки та весільні хустки, жіночі головні убори (періфтар) та прикраси, пояси, металевий посуд, писанки тощо.
Під час будівництва заводу «Азовсталь» в 30-ті роки була розкопана козацька землянка. Там були знайдені експонати, які вказували на те, що тут жили запорізькі козаки. Серед експонатів були частини посуду, каблук, трубки керамічні, вістря списа. Частина експонатів знаходяться в Музеї народного побуту.
Зруйнований та пограбований навесні 2022 року під час Російського вторгнення в Україну.
Станом на листопад 2024 року в будівлі Музею народного побуту окупаційною владою створюється музей радянського ідеолога Андрія Жданова.